# Модель (манхва)
Модель (кор. 모델) — готическая манхва корейской художницы Ли Соён (кор. 이소영), по жанру являющаяся смешением ужасов и сёдзё-романтики. На английский язык манхва переведена издательством Tokyopop, русская лицензия принадлежит компании «Фабрика комиксов».

## Сюжет
Джей(Джаэ) Су — корейская студентка, изучающая живопись в Европе. Однажды ночью Мелисса, соседка по комнате, притаскивает домой очень красивого мужчину, находящегося без сознания, и оставляет его на кровати в комнате Джей со словами: «Он немного перепил». Ночь Джей неспокойна: она не может уснуть в одной квартире с абсолютно незнакомым человеком, пусть даже спящим. Однако гость вдруг приходит в себя, удерживает Джей за руки и кусает в шею. Наутро девушка не может поверить, что действительно встретилась с настоящим вампиром, но, как ни странно, не пугается. Пораженная его красотой, Джей решает не терять времени и зарисовывает портрет в альбоме. Удивленный Мишель решает пойти на сделку: он согласен стать моделью Джей, если она переедет к нему в особняк и «заплатит» особую цену.

## Персонажи
- Джей (Джаэ) Су[2] — художница, которая уже четыре года живёт за рубежом. Она с самого начала не очень боится Мишеля, скорее чувствует радостное возбуждение («Четыре года сплошной скуки — и наконец!»[3]) и считает, что у них с вампиром есть что-то общее: они оба охотники, только вампир жаждет крови, а Джей ищет красоту. Настоящий эстет, готова платить своей кровью, чтобы получить достойный «материал» для рисования. На самом деле, на Джей тоже действует сверхъестественное вампирское очарование, хотя она противится из последних сил. Загадочное прошлое Мишеля интригует её, поэтому Джей вскоре забрасывает рисование и пытается больше узнать об особняке и его обитателях.

- Мишель — «модель» Джей. Бессмертный и невероятно красивый длинноволосый вампир, никогда ранее не позировавший для картин. Внешность Мишеля носит отпечаток чего-то нечеловеческого (даже андрогинного[4]), и эта необычность привлекает Джей. Считает себя практически близким к совершенству и спокойно воспринимает необходимость пить кровь. О прошлом Мишеля практически ничего не известно. В юности он готовился принять духовный сан, но потом стал художником. По словам Евы, питает отвращение к летучим мышам, а также к солнечному свету. Иногда шокирует Джей своим поведением и забавляется, наблюдая за её реакцией.
- Кен — сын Мишеля. С самого начала не остается равнодушным к Джей и постоянно предупреждает её, что рядом с Мишелем необходимо соблюдать осторожность. Терпеть не может Мишеля, но не вступает в открытое противостояние. Это удивляет Джей: если Кен до такой степени ненавидит Мишеля, что желает ему смерти, то почему не предпринимает никаких действий?
- Ева — горничная, экономка и управляющая домом Мишеля. Между Евой, Мишелем и Кеном очень сложные и запутанные отношения, о которых поначалу не подозревает Джей.
- Рейчел Дюбон — жизнерадостная и заносчивая фотомодель, приезжающая в особняк к Мишелю. Курит длинные сигареты, ездит на лимузине и носит чрезвычайно короткие юбки. Падает в обморок при виде Кена.
- Адриан — бывший священник и старый друг Мишеля (еще когда тот был человеком).

## Вышедшие тома
| № | В Корее              | В Корее         | В России        | В России               |
| № | Дата публикации      | ISBN            | Дата публикации | ISBN                   |
| - | -------------------- | --------------- | --------------- | ---------------------- |
| 1 | 18 мая 2000 года     | ISBN 8952800184 | декабрь 2008    | ISBN 978-5-7525-2504-9 |
| 2 | 18 мая 2000 года     | ISBN 8952806034 | январь 2009     | ISBN 978-5-7525-2505-6 |
| 3 | 20 октября 2000 года | ISBN 8952812387 | апрель 2009     | ISBN 978-5-7525-2639-8 |
| 4 | 6 апреля 2001 года   | ISBN 8952821106 | сентябрь 2010   | ISBN 978-5-7525-2640-4 |
| 5 | 19 ноября 2001 года  | ISBN 8952833007 | декабрь 2010    | ISBN 978-5-7525-2641-1 |
| 6 | 19 ноября 2001 года  | ISBN 8952842332 | март 2011       | ISBN 978-5-7525-2716-6 |
| 7 | 21 ноября 2001 года  | ISBN 8952851463 | май 2011        |                        |